# 박춘재
박춘재(朴春載, 1881년 ~ 1948년)는 대한민국의 국악인으로 조선 시대 경기속요 명창이다.

## 생애
서울에서 태어났으며, 본관은 밀양이다. 박서경에게서 시조와 잡가를 배웠고 조기준에게서 가사를 배웠다. 1900년(광무 4년)에 궁내부 가무별감이 되었으며, 원각사 및 광무대 시절에는 평양 날탕패로 활약하던 문영수, 이정화 등과 경서도입창, 재담, 발탈 등으로 인기가 높았다. 가곡, 가사, 시조에도 능하였고, 십이잡가, 휘몰이잡가, 서도잡가, 경기도 입창과 재담으로는 맹인재담, 장대장타령, 개넋두리 등 당시 경서도 속가의 손꼽히는 명창이었다. 일제강점기 때 취입된 음반에 잡가와 재담이 남아 있다.